# Live from Radio City Music Hall
Live from Radio City Music Hall är ett livealbum av metalbandet Heaven and Hell, inspelat under en konsert i Radio City Music Hall i New York 30 mars 2007 och utgivet 28 augusti samma år. Den finns även utgiven på dvd.

## Låtlista
1. "E5150/After All (The Dead)" - 8:30
2. "The Mob Rules" - 4:04
3. "Children of the Sea" - 6:52
4. "Lady Evil" - 5:20
5. "I" - 6:27
6. "The Sign of the Southern Cross" - 9:06
7. "Voodoo" - 7:42
8. "The Devil Cried" - 11:29
9. "Computer God" - 6:41
10. "Falling Off the Edge of the World" - 5:45
11. "Shadow of the Wind" - 6:05
12. "Die Young" - 7:44
13. "Heaven and Hell" - 15:15
14. "Lonely Is the Word" - 6:48
15. "Neon Knights" - 7:58

## Medverkande
- Ronnie James Dio - Sång
- Tony Iommi - Gitarr
- Geezer Butler - Bas
- Vinny Appice - Trummor
- Scott Warren - Keyboard